# Loving U
Loving U è il secondo EP del gruppo musicale sudcoreano Sistar, pubblicato nel 2012 dall'etichetta discografica Starship Entertainment insieme a LOEN Entertainment.

## Il disco
L'11 giugno 2012, l'etichetta del gruppo, la Starship Entertainment, annunciò la pubblicazione entro la fine del mese. Il 16 giugno fu reso noto che il gruppo aveva effettuato la registrazione del video musicale di "Loving U" alle Hawaii, il quale costò 200 milioni di Won ($172.000 USD). Seguirono le fotografie dei singoli membri: Hyolyn il 22, Dasom il 23, Soyou e Bora il 24. Il 24 giugno fu pubblicata anche una foto con tutti quattro i membri. Il 25 giugno fu diffuso il teaser e il 28 fu pubblicato l'intero EP.
Le promozioni iniziarono il 29 giugno. In precedenza, le SISTAR si esibirono con il pezzo ai Mnet 20's Choice Awards. Il brano "Loving U" fu utilizzato come traccia promozionale nelle loro performance nei programmi M! Countdown, Music Bank, Show! Music Core e Inkigayo. Assieme alla title track, furono scelte anche le versioni remix dei singoli "Alone", "How Dare You" e "So Cool" per far parte delle loro performance.

## Tracce
1. Loving U (러빙유) – 3:38 (Chance, Duble Sidekick, Ichiro Suezawa)
2. Holiday (홀리데이) – 3:37 (Chance, Duble Sidekick, Ichiro Suezawa)
3. Push Push (DJ Rubato Remix) – 3:32 (Brave Brothers)
4. Alone (나혼자) (smells Remix) – 3:08 (Brave Brothers)
5. Ma Boy (smells Remix) – 3:36 (testo: Brave Brothers, War Of The Stars – musica: Brave Brothers)
6. How Dare You (니까짓게) (Demicat Remix) – 4:25 (Brave Brothers)
7. So Cool (DJ Rubato Remix) – 3:25 (Brave Brothers)

## Formazione
- Bora – rapper
- Hyolyn – voce, rapper
- Soyou – voce
- Dasom – voce

## Classifiche

### Classifiche settimanali
| Classifica (2012) | Posizione massima |
| ----------------- | ----------------- |
| Corea del Sud     | 11                |

### Classifiche di fine anno
| Classifica (2012) | Posizione |
| ----------------- | --------- |
| Corea del Sud     | 74        |